# 浅野輔
浅野 輔（あさの たすく、1936年（昭和11年）2月11日 - 2000年（平成12年）2月29日）は、日本の国際政治学者、ニュースキャスター、翻訳家。JNNニュースコープキャスター、東京国際大学教授、ニューズウィーク日本版初代編集長。

## 来歴・人物
| 年表                  | 経歴 |
| --------------------- | --- |
| 1936年2月11日         | 石川県金沢市出身 |
| 学生時代              | 東京都立富士高等学校、東京外国語大学英米語学科を卒業。コロンビア大学国際公共政策大学院で国際関係修士号を取得                                                                       |
| 大学卒業後            | 新潟大学助教授（現在の准教授）を経て、東京国際大学（旧国際商科大学）教授となる |
| 1977年4月 - 1989年9月 | TBSのニュース番組『JNNニュースコープ』メインキャスター ※1983年9月まで木・金曜日担当、同年10月から1984年10月7日まで金～日曜日担当、同年10月13日から週末担当                         |
| 1977年4月 - 1989年9月 | 一時は大学教授と『ニューズウィーク日本版』初代編集長との「三足のわらじ」をこなす。デイヴィッド・ハルバースタムをはじめ、多くのアメリカン・ノンフィクションや評論の翻訳でも知られる |
| 2000年2月29日         | 前立腺がんで死去、64歳没 |

## 主な訳書
- デイヴィッド・ハルバースタム『ベスト＆ブライテスト』 - ベトナム戦争を描いた古典的大著。

（全3巻， サイマル出版会、1976年，新版1983年，朝日文庫、1999年，二玄社、2009年）
- ハルバースタム『勝負の分かれ目　力と金と才能のドラマ』（上下、サイマル出版会、1984年）
- ハルバースタム『ネクスト・センチュリー』（TBSブリタニカ、1991年）
- ウィリアム・オーバーホルト『中国・次の超大国　アジア型戦略の台頭』（サイマル出版会、1994年）
- アイザック・シャピロ『昇った太陽・日本　日米転換期論』（サイマル出版会、1982年）
- ロナルド・スティール『現代史の目撃者　リップマンとアメリカの世紀』（上・下、TBSブリタニカ、1982年）、のち阪急コミュニケーションズ
- ウォルター・クロンカイト『クロンカイトの世界』（TBSブリタニカ、1999年） ISBN 4484991128
- ジョン・ニューマン『オズワルド　ケネディ暗殺犯と疑惑のCIAファイル』（TBSブリタニカ、1997年） ISBN 4484971127